# Anastasia Nazarenko
Pour les articles homonymes, voir Nazarenko.
Anastasia Konstantinova Nazarenko (en russe : Анастасия Константиновна Назаренко) est une gymnaste rythmique russe, née le 17 janvier 1993 à Kaliningrad (Russie).

## Biographie
Anastasia Nazarenko est sacrée championne olympique au concours des ensembles aux Jeux olympiques d'été de 2012 à Londres, avec ses coéquipières Ksenia Dudkina, Anastasia Bliznyuk, Uliana Donskova, Alina Makarenko et Karolina Sevastyanova.